# Свети Никола Топлички
Топличкият манастир „Свети Никола“ (на македонска литературна норма: Топлички манастир „Свети Никола“) е късносредновековен манастир, разположен в Западна Македония, край село Жван, част от Крушевско-Демирхисарската епархия на Македонската православна църква – Охридска архиепископия.

## Местоположение
Манастирът се намира на склоновете на Плакенската планина, в подножието на рида Краста, между селата Жван, Бабино и Слоещица, в местността Топлица. Топонимът Топлица произтича от факта, че местността е обградена от всички страни с планини и гъста гора и е защитена от ветрове и студове. Зимите са меки и топли.

## История
Смята се, че първоначалната църква на Топличкия манастир е издигната в края на XIV – началото на XV век. Тя е била градена от камък и кал и от нея е запазен само един зид и входът на църквата от западната страна, както и част от каменните плочи на пода от средния дял на църквата.

## Архитектура
Църквата „Свети Никола“ представлява еднокорабна църква с полукръгъл свод с по-големи размери от обичайните за този тип църкви. Има женска църква и северен параклис, както и укрепителни пиластри на южната и северната стена. В основата има форма на вписан кръст от стеснен тип и е покрита с полукръгъл свод. Апсидата отвън е тристранна и отвътре има още по една ниша на север и на юг. Градена е от ломен камък, а отворите са от дялан бигор и хоросан. Първоначалното покритие е от каменни плочи, но в началото на XX век те са сменени с керемиди. Доградената част от юг е в руини. Около църквата са остатъците от някогашните двукатни конаци, които я обкръжавали от северната, южната и западната страна.
Нартексът е правоъгълен с вход от запад и два отвора на север и юг. Покрит е със свод и покрив с керемиди на две води. Височината му е с около 1 m по-малка от тази на наоса. Иззидан е от ломен камък с варов хоросан. Сводът е иззидан от дялан бигор с вградени гърнета за облекчаване на тежестта и акустика.
Параклисот на северната страна има издължена трапецовидна основа и се състои от два дяла. Има вход от запад и пряка връзка с наоса през отвор в южната си стена. Апсидата му на изток е полукръгла без да излиза навън. Двете части на параклиса са покрити със сводове, единият от които е напречно поставен.
Фасадите на църквата са фугирани, освен в частта на нартекса, който е грубо иззидан с дълбоки фуги. Подът в цялата църква е от каменни плочи.

## Живопис
Първият живописен слой е от края на XIV век и е много повреден. Вторият слой живопис е от 1536/37 година. В същата година при игумена йеромонах Павнутий е изграден нартекс от западната страна и параклиси от южната и северната страна. От повторното изписване има надпис на западната стена, в който като ктитор се споменава кир Димитър, а на много места в църквата са записани имената на Димитър от Леуново и неговия помощник Йоан, като автори на живописта. От работата на зографа Димитър впечатление правят престолните икони от стария дървен иконостас. Особено интересни са иконите с композициите Слизане на Светия Дух и Успение Богородичино. Запазен е и резбованият владишки трон. В олтарната апсида е изобразена композицията „Служба на архиереите“, фрагментарано запазена сцена от „Христовите изцеления“ и „Видение на Свети Петар Александрийски“.

## Галерия
- Надвходният стенопис с патрона на манастира, Свети Никола
- Фреска на Димитър Кратовски
- Христос Цар, Богородица и Йоан Предтеча
- „Успение Богородично“ със Свети Козма Маюмски и Йоан Дамаскин, Димитър Зограф от Леуново, 1537-1543 г.